# 瑕夜蛾属
瑕夜蛾属（学名：Sinocharis）是夜蛾科的一属。

## 下属物种
本属包括以下物种：
- 瑕夜蛾 Sinocharis korbae Püngeler, 1912